# Marcus Folius Flaccinator (tribun consulaire en -433)
Marcus Folius Flaccinator est un homme politique de la République romaine, tribun consulaire en 433 av. J.-C.

## Famille
Il est membre de la gens Folia. Il est le premier et le seul membre de sa famille à atteindre une haute magistrature pour le Ve siècle av. J.-C. Son cognomen est déduit de celui de Marcus Folius Flaccinator, un de ses descendants, consul en 318 av. J.-C.

## Biographie

### Tribunat consulaire (433)
Marcus Folius Flaccinator est élu tribun militaire à pouvoir consulaire en 433 av. J.-C. avec deux autres collègues consulaires : Marcus Fabius Vibulanus et Lucius Sergius Fidenas. Selon Tite-Live, les trois tribuns sont patriciens.
Leur mandat est marqué par l'apparition d'une épidémie de peste à Rome. Un temple est voué à Apollon dans l'espoir de limiter l'épidémie mais les pertes en hommes et en bétails sont importantes. Le temple est construit deux ans plus tard et dédié à Apollo Medicus. Les pertes sont telles que les Romains craignent une famine étant donné que les champs ne sont plus cultivés. Ils décident alors d'envoyer des ambassadeurs en Étrurie, dans la Plaine pontine, à Cumes et en Sicile pour tenter d'obtenir du blé.